# Keitarō Koga
Keitarō Koga (japanisch 古賀 鯨太朗 Koga Keitarō; * 27. April 1991 in der Präfektur Kanagawa) ist ein ehemaliger japanischer Fußballspieler.

## Karriere
Koga erlernte das Fußballspielen in der Schulmannschaft der Ozu High School und der Universitätsmannschaft der Chūō-Universität. Seinen ersten Vertrag unterschrieb er 2014 beim FC Ryūkyū. Der Verein spielte in der dritthöchsten Liga des Landes, der J3 League. Für den Verein absolvierte er sieben Ligaspiele. Ende 2014 beendete er seine Karriere als Fußballspieler.